# أمهات موازية
أمهات موازية (بالإسبانية: Madres paralelas)‏ هو فيلم دراما إسباني من تأليف وإخراج بيدرو ألمودوبار ومن بطولة بينيلوبي كروز،ميلينا سميت،إيتانا سانشيز جيجون وروسي دي بالما.تم عرض الفيلم لأول مرة خلال مهرجان البندقية السينمائي 2021.

## روابط خارجية
- أمهات موازية على موقع IMDb (الإنجليزية)
- أمهات موازية على موقع ميتاكريتيك (الإنجليزية)
- أمهات موازية على موقع روتن توميتوز (الإنجليزية)
- أمهات موازية على موقع نتفليكس (الإنجليزية)
- أمهات موازية على موقع ألو سيني (الفرنسية)
- أمهات موازية على موقع فيلمافينيتي (الإسبانية)
- أمهات موازية على موقع قاعدة بيانات الأفلام السويدية (السويدية)
- أمهات موازية على موقع قاعدة بيانات الفيلم (الإنجليزية)
- أمهات موازية على موقع ليتربوكسد (الإنجليزية)
- أمهات موازية على موقع كينوبويسك (الروسية)